# Ляпуны (Псковская область)
Ляпуны — деревня в Опочецком районе Псковской области России. 
Входит в состав Пригородной волости.

## География
Расположена в 5 км к северо-востоку от центра города Опочка.

## Население
| 2001 | 2002 | 2010 | 2012 | 2013 | 2014 | 2015 |
| ---- | ---- | ---- | ---- | ---- | ---- | ---- |
| 135  | ↘122 | ↘83  | ↗113 | ↘106 | ↗107 | ↘102 |
| 2016 |      |      |      |      |      |      |
| ↘96  |      |      |      |      |      |      |

Численность населения по состоянию на 2000 год составляла 135 человек, на 2012 год — 113 человек.

## Топографические карты
Лист карты O-35-XXIX Опочка. Масштаб: 1 : 200 000. Состояние местности на 1985 год. Издание 1987 г.